# Вімблдонський турнір 1983
Вімблдонський турнір 1983 проходив з 20 червня по 3 липня 1983 року на кортах Всеанглійського клубу лаун-тенісу і крокету в передмісті Лондона Вімблдоні. Це був 97-ий Вімблдонський чемпіонат, а також другий турнір Великого шолома з початку року. 

## Огляд подій та досягнень
У чоловіків минулорічний чемпіон Джиммі Конорс поступився в четвертому колі. Виграв турнір Джон Макінрой, для якого це були друга вімблдонська перемога й 5-ий титул Великого шолома. Макінрой переміг також у парному розряді разом із Пітером Флемінгом. 
У жінок Мартіна Навратілова захистила свій титул, здобувши четверту вімблдонську перемогу. Вона також перемогла разом із Пем Шрайвер у парному розряді.

## Результати фінальних матчів

### Дорослі
| Одиночний розряд. Джентльмени   |                               |                         |
| Джон Макінрой                   | Кріс Льюїс                    | 6–2, 6–2, 6–2           |
|                                 |                               |                         |
| Одиночний розряд. Леді          |                               |                         |
| Мартіна Навратілова             | Андреа Єйгер                  | 6–0, 6–3                |
|                                 |                               |                         |
| Парний розряд. Джентльмени      |                               |                         |
| Пітер Флемінг Джон Макінрой     | Тім Галліксон Том Галліксон   | 6–4, 6–3, 6–4           |
|                                 |                               |                         |
| Парний розряд. Леді             |                               |                         |
| Мартіна Навратілова Пем Шрайвер | Розмарі Касалс Венді Тернбулл | 6–2, 6–2                |
|                                 |                               |                         |
| Мікст                           |                               |                         |
| Венді Тернбулл Джон Ллойд       | Біллі Джин Кінг Стів Дентон   | 6–7(5–7), 7–6(7–5), 7–5 |
|                                 |                               |                         |

### Юніори
| Одиночний розряд. Хлопці  |                                 |               |
| Стефан Едберг             | Джон Фролі                      | 6–3, 7–6(7–5) |
|                           |                                 |               |
| Одиночний розряд. Дівчата |                                 |               |
| Паскаль Параді            | Патрісія Хі                     | 6–2, 6–1      |
|                           |                                 |               |
| Парний розряд. Хлопці     |                                 |               |
| Марк Кратцманн Саймон Юл  | Міхня-Йон Нестасе Оллі Рагнасто | 6–4, 6–4      |
|                           |                                 |               |
| Парний розряд. Дівчата    |                                 |               |
| Петті Фендік Патрісія Хі  | Карін Андергольм Гелена Ульссон | 6–1, 7–5      |
|                           |                                 |               |